# Rozsomák (Panini Comics)
A Rozsomák egy 2005 és 2006 közt futó, 12 részes, a Panini Comics Magyarország által kiadott havi képregénysorozat. Minden hónap második felében, az Újvilág Fantasztikus Négyessel együtt került ki az újságárusok polcaira.

Ez volt az első magyar kiadvány, mely az X-Menből ismert Rozsomákot saját sorozatában mutatta be. A széria a Wolverine vol.3 részeit kezdte közölni annak 20-as számától. Az eredeti füzetek amerikában igazán jól, néha 100.000 példány fölött fogytak. Itthon közepes sikert aratott és 2006 szeptemberében, 1 éves futás után a kiadó "átmenetileg" beszüntette. Köszönhető ez talán annak, hogy ez a füzet osztotta meg legjobban az itthoni rajongókat, nem sokan maradtak semlegesek, vagy utálták vagy szerették Mark Millar össznépi történeteit illetve John Romita Jr. karakteres rajzait.

## Történetfolyamok
A kiadott 12 rész két nagyobb történetből áll. Az első hat füzetben Az állam ellensége, az utolsó hatban pedig a S.H.I.E.L.D. ügynökét olvashatjuk.

### Az állam ellensége
Eredeti címe Enemy of the State.

### A S.H.I.E.L.D. ügynöke
Eredeti címe Agent of S.H.I.E.L.D.

## Kiadványok
| Szám | Kiadva     | Tartalom                        | Eredeti megjelenése  | Odalszám | Ára    |
| ---- | ---------- | ------------------------------- | -------------------- | -------- | ------ |
| 1    | 2005. okt  | Az állam ellensége, 1. rész     | Wolverine vol. 3 #20 | 28       | 515 ft |
| 2    | 2005. nov  | Az állam ellensége, 2. rész     | Wolverine vol. 3 #21 | 28       | 515 ft |
| 3    | 2005. dec  | Az állam ellensége, 3. rész     | Wolverine vol. 3 #22 | 28       | 515 ft |
| 4    | 2006. jan  | Az állam ellensége, 4. rész     | Wolverine vol. 3 #23 | 28       | 515 ft |
| 5    | 2006. feb  | Az állam ellensége, 5. rész     | Wolverine vol. 3 #24 | 28       | 515 ft |
| 6    | 2006. már  | Az állam ellensége, 6. rész     | Wolverine vol. 3 #25 | 28       | 515 ft |
| 7    | 2006. ápr  | A S.H.I.E.L.D. ügynöke, 1. rész | Wolverine vol. 3 #26 | 28       | 515 ft |
| 8    | 2006. máj  | A S.H.I.E.L.D. ügynöke, 2. rész | Wolverine vol. 3 #27 | 28       | 515 ft |
| 9    | 2006. jún  | A S.H.I.E.L.D. ügynöke, 3. rész | Wolverine vol. 3 #28 | 28       | 515 ft |
| 10   | 2006. júl  | A S.H.I.E.L.D. ügynöke, 4. rész | Wolverine vol. 3 #29 | 28       | 515 ft |
| 11   | 2006. aug  | A S.H.I.E.L.D. ügynöke, 5. rész | Wolverine vol. 3 #30 | 28       | 515 ft |
| 12   | 2006. szep | A S.H.I.E.L.D. ügynöke, 6. rész | Wolverine vol. 3 #31 | 28       | 515 ft |

Megjegyzés: Az első rész amerikai eredetije wraparound cover-ral, azaz olyan borítóval jelent meg mely a hátoldalon is folytatódik. Magyarországon csak a borító előlapra eső része jelent meg.

## A megszűnésről
Sajnos rossz hírt kell közölnünk mindazokkal, akik az elmúlt év során megkedvelték a világ legnépszerűbb mutánsát, ugyanis ez a mostani volt a sorozat utolsó száma, legalábbis egy ideig.